# Most na Slovanský ostrov

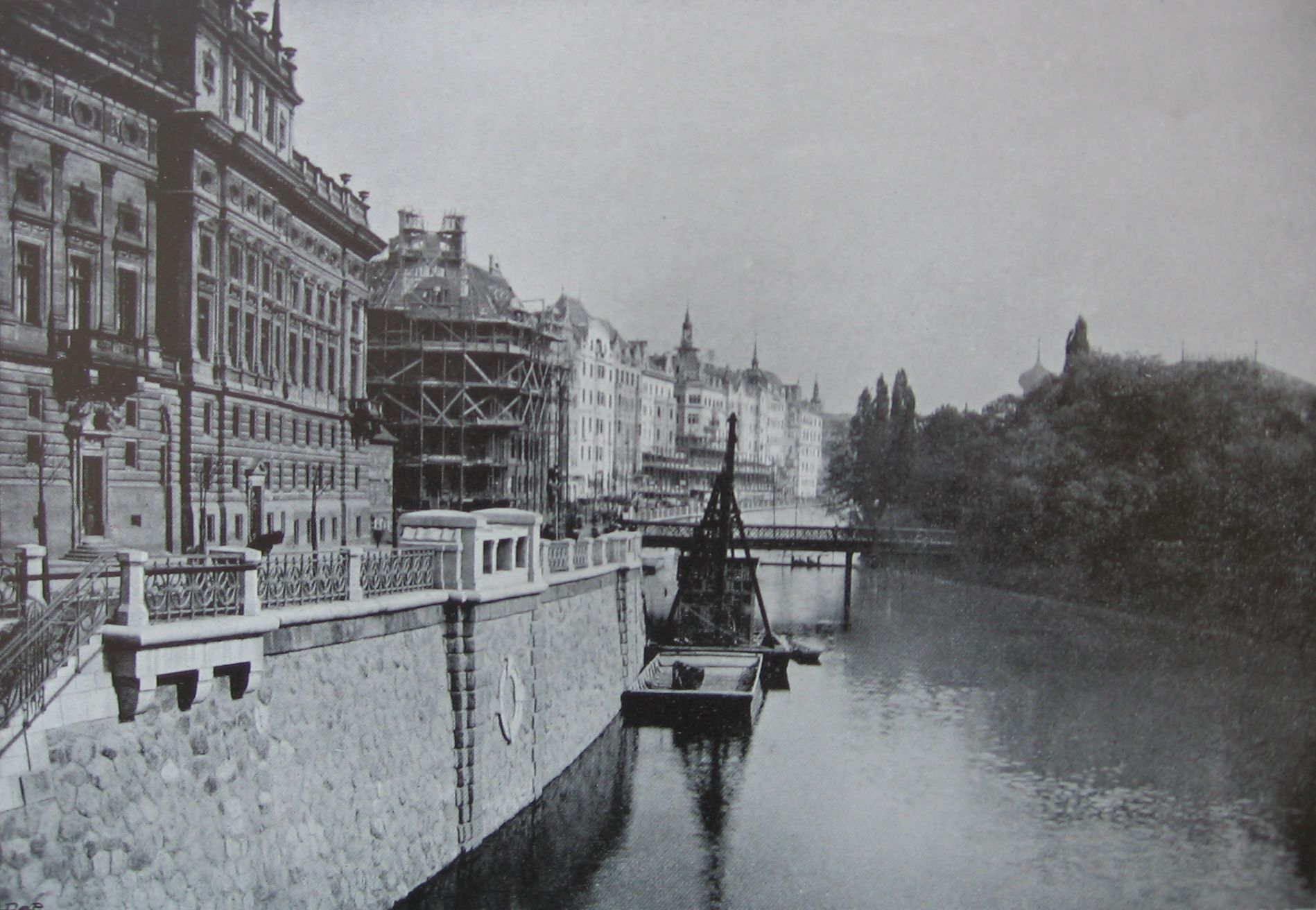
Riegrovo nábřeží s původním mostem

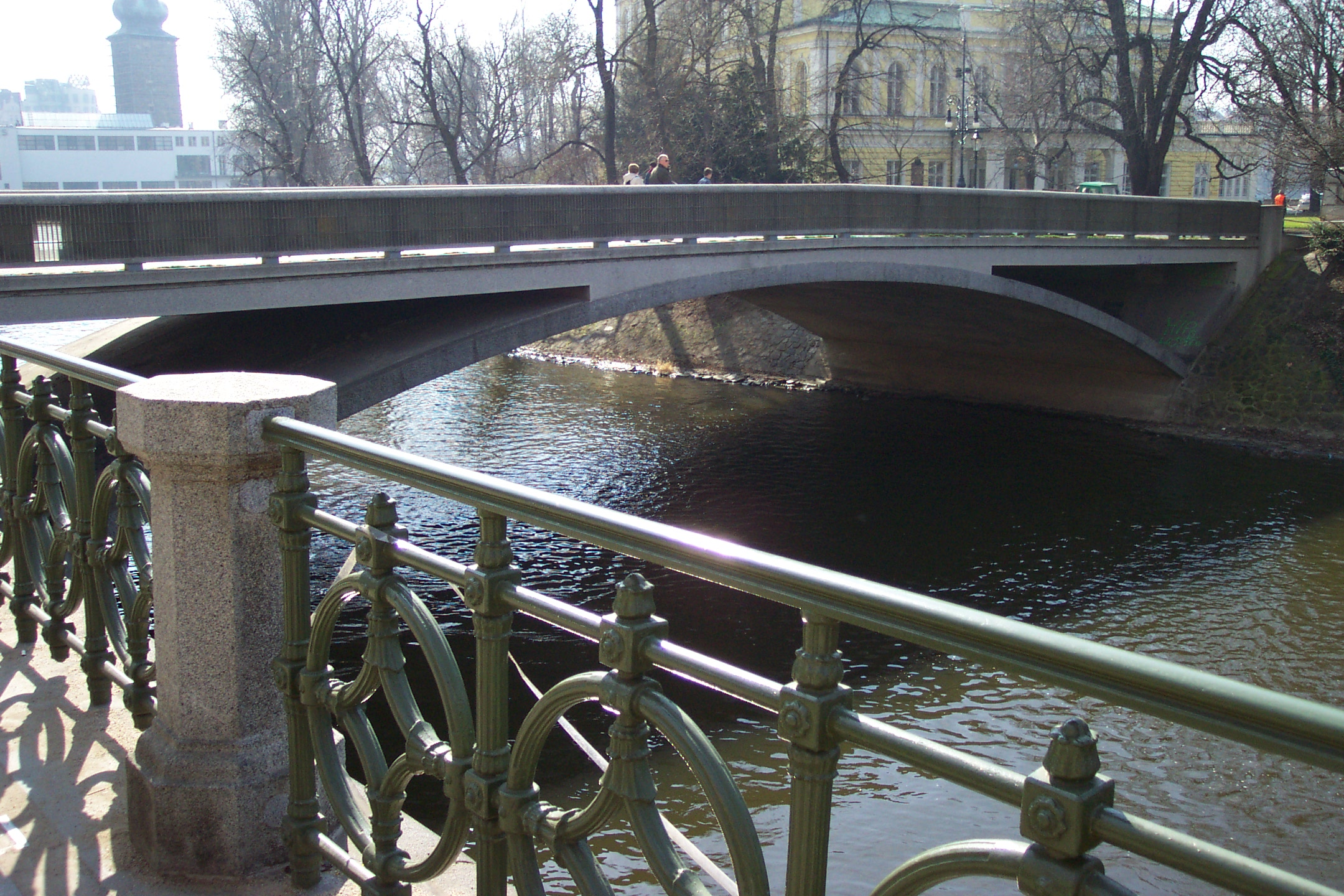
Most na Slovanský ostrov od severu

Most na Slovanský ostrov v Praze byl postaven v letech 1947–1948 a spojuje Masarykovo nábřeží s ostrovem zvaným také Žofín. Most má jediný železobetonový oblouk o rozpětí 27,48 m. Jeho šířka je 12,60 m. Projektovali jej Ing. Dr. Jan Fischer a arch. Vlastislav Hofman.
Původně na ostrov vedla dřevěná lávka, která byla v roce 1875 nahrazena železným příhradovým mostem, který stál asi 40 m po proudu níže. Most byl poškozen povodní v roce 1940, odstraněn a nahrazen dřevěným provizoriem. Umístění mostu blíže k paláci Žofín umožnilo rozšíření Masarykova nábřeží po asanaci Vojtěšské čtvrti. 